# Meerlo-Wanssum

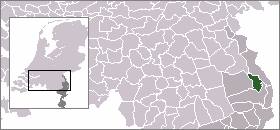
Meerlo-Wanssums läge

Meerlo-Wanssum är en historisk kommun i provinsen Limburg i Nederländerna. Kommunens totala area är 39,40 km² (varav 0,96 km² är vatten) och invånarantalet är på 7 752 invånare (2005).